# Lepisiota rothneyi
Lepisiota rothneyi är en myrart som först beskrevs av Auguste-Henri Forel 1894.  Lepisiota rothneyi ingår i släktet Lepisiota och familjen myror.

## Underarter
Arten delas in i följande underarter:
- L. r. rothneyi
- L. r. splendida
- L. r. sundaica
- L. r. taivanae
- L. r. watsonii
- L. r. wroughtonii